# لنز سیگما ۲۴میلی‌متر اف/۱٫۸ ئی‌ایکس دی‌جی
لنز سیگما ۲۴میلی‌متر اف/۱٫۸ ئی‌ایکس دی‌جی (به انگلیسی: Sigma 24mm f/1.8 EX DG lens) نام لنز دوربین عکاسی از نوع واید است که توسط شرکت سیگما تولید می‌شود. فاصلهٔ کانونی این لنز ۲۴ میلی‌متر و ضریب اف آن اف ۱٫۸ تا اف ۲۲ است. این لنز در ۲۰نوامبر ۰۵ میلادی تولید و عرضه شده‌است.